# Henry Cheyne

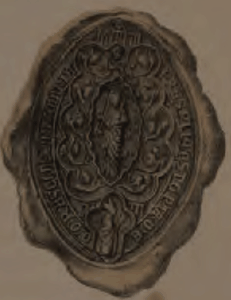
Siegel von Bischof Henry Cheyne

Henry Cheyne (auch le Chen) († 1328) war ein schottischer Geistlicher. Ab 1282 war er Bischof von Aberdeen.

## Herkunft und Aufstieg zum Bischof
Henry Cheyne entstammte einer Familie mit umfangreichen Grundbesitz in Nordostschottland. Ein Großteil der Besitzungen befand sich am Rand von Buchan, und die Familie hatte enge Beziehungen zur Familie Comyn. Noch im 19. Jahrhundert wurde behauptet, dass Cheyne ein Neffe von John Comyn of Badenoch gewesen war, wofür es aber keine Belege gibt. Er wurde Kleriker und spätestens 1277  Präzentor an der Kathedrale von Aberdeen. 1282 wurde er einstimmig zum Bischof des Bistums Aberdeen gewählt. Da er aber bislang nur zum Diakon geweiht worden war, wollte Papst Martin IV. die Wahl zunächst nicht anerkennen, ehe er sie am 17. Juni 1282 bestätigte. Gleichzeitig beauftragte er die Bischöfe von Glasgow, Dunblane und Caithness, Cheyne zum Priester und dann zum Bischof zu weihen.

## Bischof von Aberdeen

### Rolle während des Thronfolgestreits
In der politisch unruhigen Zeit nach dem Tod von König Alexander III. 1286 unterstützte er die Familie Comyn und den Thronanspruch von John Balliol. 1290 besiegelte er mit den Vertrag von Birgham. Während des Great Cause, des Verfahrens zur Prüfung der Ansprüche der Anwärter auf den schottischen Thron, war er einer der führenden Vertreter der Ansprüche von John Balliol.

### Führende politische Rolle unter John Balliol
Nachdem Balliol 1292 zum schottischen König erklärt worden war, hatte Cheyne erhebliche politische Bedeutung. 1295 besiegelte er mit den Vertrag von Paris, so dass er wahrscheinlich dem zwölfköpfigen Staatsrat angehörte, der faktisch John Balliol als König entmachtet hatte. Am 23. Februar 1296 nahm er an der Parlamentsversammlung teil, die das Bündnis mit Frankreich bestätigte. Das Bündnis mit Frankreich kam einer Kriegserklärung an England gleich. Nachdem der englische König Eduard I. in einem kurzen Feldzug Schottland geschlagen und besetzt hatte, war Cheyne einer der drei Bischöfe, die von den insgesamt zwölf schottischen Bischöfen dem englischen König als neuen Oberherrn huldigten.

### Unterstützer der Engländer und Gegner von Robert Bruce
Ab 1297 unterstützte Cheyne beständig die englische Herrschaft in Schottland und übernahm die Verwaltung von Aberdeenshire. Auch viele seiner Verwandten unterstützten die Engländer. Noch bis mindestens 1307 gehörte sein Bruder Reginald of Inverugie zu den wichtigsten Unterstützern der Engländer in Nordostschottland. Cheyne unterstützte nicht die Rebellion von Robert Bruce, der sich 1306 zum König der Schotten erklärte und den Kampf gegen die englische Besatzung wieder aufnahm. Nachdem Robert Bruce aber 1308 Aberdeen erobert hatte, befand sich Cheyne in einer politisch schwierigen Lage. Aus dieser Zeit ist nur wenig über ihn bekannt. Im Februar 1309 gehörte er wohl zu den schottischen Klerikern, die am ersten Parlament teilnahmen, das Robert Bruce als König abhielt. Möglicherweise nahm er nur unter dem starken Druck des Königs an der Versammlung teil. Am 7. April 1312 nahm er an einem weiteren Parlament von Bruce in Inchture teil. Im Oktober 1312 besiegelte er eine Urkunde, die den 1266 mit Norwegen geschlossenen Vertrag von Perth erneuerte. Ob Cheyne zu dieser Zeit wirklich die Seiten gewechselt hatte, ist unklar. Vielleicht wird er in den Urkunden nur genannt, weil Robert Bruce sich die einhellige Unterstützung der schottischen Bischöfe wünschte. Möglicherweise war er gar nicht in Schottland, sondern war ins Exil gegangen, nachdem Bruce ab 1308 den Großteil von Schottland erobert hatte. Wohl wegen seiner Gegnerschaft zu Bruce wurde ihm nach 1312 schriftlich versichert, dass der König ihm nicht grollte. 1315 verweigerte ihm der König aber die Erhebung eines Zehnten in seinem Bistum Diözese.

### Aussöhnung mit Robert Bruce
1318 wurde Cheyne formal versichert, dass sich der König im Frieden mit ihm befand, doch möglicherweise erhielt er erst 1322 oder 1323 die volle Kontrolle über die Temporalien seines Bistums zurück. Für die päpstliche Kurie, die im weiter andauernden Krieg zwischen Schottland und England den englischen König unterstützte, galt Cheyne aber als entschlossener Unterstützer des schottischen Königs. Am 18. November 1319 wurde er als einer von drei schottischen Bischofen zur Kurie nach Avignon geladen, wo er sich für seine Unterstützung des exkommunizierten Robert Bruce verantworten sollte. Da Cheyne die Vorladung ignorierte, wurde er am 16. Juni 1320 exkommuniziert. Die Exkommunikation wurde höchstwahrscheinlich später wieder aufgehoben. In seinen letzten Jahren hatte sich Cheyne offenbar mit Robert Bruce ausgesöhnt und konnte sein Bistum verwalten.